# アマンテーア
アマンテーア（イタリア語: Amantea）は、イタリア共和国カラブリア州コゼンツァ県にある、人口約14,000人の基礎自治体（コムーネ）。

## 地理

### 位置・広がり

#### 隣接コムーネ
隣接するコムーネは以下の通り。括弧内のCZはカタンザーロ県所属を示す。
- ベルモンテ・カーラブロ
- クレート
- ノチェーラ・テリネーゼ (CZ)
- サン・ピエトロ・イン・アマンテーア
- セッラ・ダイエッロ

## 行政

### 分離集落
アマンテーアには、以下の分離集落（フラツィオーネ）がある。
- Oliva
- San Procopio
- Tonnara
- Camoli
- Fiumara
- Formiciche
- Acquicella
- Coreca
- Colongi
- カンポラ・サン・ジョヴァンニ
- Cannavina
- Chiaie
- Colongi
- Fravitte
- Villanova
- Gallo